# بوگدان میلیچ
بوگدان میلیچ (سیریلیک صربی: Богдан Милић؛ زادهٔ ۲۴ نوامبر ۱۹۸۷) بازیکن فوتبال اهل مونته‌نگرو است.
از باشگاه‌هایی که در آن بازی کرده است می‌توان به باشگاه فوتبال سوون سامسونگ، باشگاه فوتبال سوون، باشگاه فوتبال کریلیا سووتوف سامارا، باشگاه فوتبال اسپارتاک نعلچیک، باشگاه فوتبال ویکتوریا پلزن، باشگاه فوتبال گوانگجو، باشگاه فوتبال اوساسونا، و باشگاه فوتبال ادو دن هاخ اشاره کرد.
وی همچنین در تیم ملی فوتبال زیر ۲۱ سال مونته‌نگرو بازی کرده است.